# Simon Kjær
Simon Thorup Kjær (Koppenhága, 1989. március 26. –) dán válogatott labdarúgó, az olasz AC Milan hátvédje.

## Pályafutása

### Klubcsapatokban
Az AC Horsens U19-es csapatánál kezdte pályafutását, 2007-ben pedig az FC Midtjylland játékosa lett. 2008 februárjában leigazolta az olasz Palermo. 2010. július 8-án a német VfL Wolfsburg játékosa lett, de az itt töltött ideje alatt, a 2011–12-es szezon egy részét kölcsönben az olasz AS Roma csapatánál töltötte. 2013. július 5-én bejelentették, hogy 4 éves szerződést kötött a francia Lille klubjával. 2015. június 16-án négy évre írt alá a török Fenerbahçe csapatához. 2017. augusztus 2-án csatlakozott a spanyol Sevilla FC-hez. Kölcsönben megfordult Olaszországban az Atalanta és az AC Milan csapataiban is. 2020. július 15-én végleg megvásárolta a milánói gárda és 2022. június 30-ig írt alá.

### A válogatottban
Többszörös dán korosztályos válogatott.
2009 februárjában hívták be először a felnőtt válogatottba. Tagja volt a 2010-es labdarúgó-világbajnokságon, a 2012-es labdarúgó-Európa-bajnokságon és a 2018-as labdarúgó-világbajnokságon résztvevő nemzeti együttesnek. 2013. március 22-én megszerezte első találatát egy Csehország elleni, 3–0-s 2014-es világbajnoki selejtezőn. 2020. október 14-én lépett pályára 100. alkalommal Dánia színeiben, ahol 1–0-ra legyőzték Angliát.
A 2020-as labdarúgó-Európa-bajnokságon a válogatott csapatkapitánya. 2021. június 12-én a Finnország elleni mérkőzésen, amikor Christian Eriksen összeesett a pályán, Kjær volt az első, aki segített rajta és azonnal hívta az orvosokat. Arról is gondoskodott, hogy Eriksen légutai akadálytalanok maradjanak. Ezt követően csapattársait utasította, hogy az egészségügyi ellátás alatt állják körbe Eriksent, megnehezítve a felvételek készítését, majd a pályára érkező Eriksen feleségét, Sabrinát nyugtatta. Eriksent stabil állapotban szállították kórházban, a mérkőzés 105 percre félbeszakadt, amely később a finnek 1–0-s győzelmével ért véget. 2021. augusztus 26-án megkapta az Az UEFA elnökének díját, a mérkőzés orvosi stábjával megosztva.

## Statisztikái

### Klubcsapatokban
2021. augusztus 23-án frissítve.
| Klub                  | Idény          | Liga           | Liga       | Liga  | Nemzeti kupa | Nemzeti kupa | Nemzetközi | Nemzetközi | Egyéb      | Egyéb | Összesen   | Összesen |
| Klub                  | Idény          | Bajnokság      | Mérkőzések | Gólok | Mérkőzések   | Gólok        | Mérkőzések | Gólok      | Mérkőzések | Gólok | Mérkőzések | Gólok    |
| --------------------- | -------------- | -------------- | ---------- | ----- | ------------ | ------------ | ---------- | ---------- | ---------- | ----- | ---------- | -------- |
| FC Midtjylland        | 2007–08        | Dán Superliga  | 19         | 0     | 2            | 0            | –          | –          | –          | –     | 21         | 0        |
| Palermo               | 2008–09        | Serie A        | 27         | 3     | 0            | 0            | –          | –          | –          | –     | 27         | 3        |
| Palermo               | 2009–10        | Serie A        | 35         | 2     | 3            | 0            | –          | –          | –          | –     | 38         | 2        |
| Palermo               | Összesen       | Összesen       | 62         | 5     | 3            | 0            | 0          | 0          | 0          | 0     | 65         | 5        |
| VfL Wolfsburg         | 2010–11        | Bundesliga     | 32         | 1     | 2            | 0            | –          | –          | –          | –     | 34         | 1        |
| VfL Wolfsburg         | 2011–12        | Bundesliga     | 3          | 0     | 1            | 0            | –          | –          | –          | –     | 4          | 0        |
| VfL Wolfsburg         | 2012–13        | Bundesliga     | 22         | 2     | 3            | 0            | –          | –          | –          | –     | 25         | 2        |
| VfL Wolfsburg         | Összesen       | Összesen       | 57         | 3     | 6            | 0            | 0          | 0          | 0          | 0     | 63         | 3        |
| Roma (kölcsönben)     | 2011–12        | Serie A        | 22         | 0     | 2            | 0            | –          | –          | –          | –     | 24         | 0        |
| Lille                 | 2013–14        | Ligue 1        | 35         | 0     | 2            | 1            | –          | –          | –          | –     | 37         | 1        |
| Lille                 | 2014–15        | Ligue 1        | 31         | 1     | 2            | 1            | 9          | 1          | –          | –     | 42         | 3        |
| Lille                 | Összesen       | Összesen       | 66         | 1     | 4            | 2            | 9          | 1          | 0          | 0     | 79         | 4        |
| Fenerbahçe            | 2015–16        | Süper Lig      | 28         | 2     | 6            | 0            | 11         | 0          | –          | –     | 45         | 2        |
| Fenerbahçe            | 2016–17        | Süper Lig      | 27         | 1     | 5            | 0            | 11         | 2          | –          | –     | 43         | 3        |
| Fenerbahçe            | Összesen       | Összesen       | 55         | 3     | 11           | 0            | 22         | 2          | 0          | 0     | 88         | 5        |
| Sevilla               | 2017–18        | La Liga        | 20         | 2     | 1            | 0            | 6          | 1          | –          | –     | 27         | 3        |
| Sevilla               | 2018–19        | La Liga        | 26         | 0     | 3            | 0            | 7          | 0          | 1          | 0     | 37         | 0        |
| Sevilla               | Összesen       | Összesen       | 46         | 2     | 4            | 0            | 13         | 1          | 1          | 0     | 64         | 3        |
| Atalanta (kölcsönben) | 2019–20        | Serie A        | 5          | 0     | 0            | 0            | 1          | 0          | –          | –     | 6          | 0        |
| Milan (kölcsönben)    | 2019–20        | Serie A        | 15         | 0     | 4            | 0            | –          | –          | –          | –     | 19         | 0        |
| Milan                 | 2020–21        | Serie A        | 28         | 0     | 1            | 0            | 10         | 1          | –          | –     | 39         | 1        |
| Milan                 | 2021–22        | Serie A        | 1          | 0     | 0            | 0            | 0          | 0          | –          | –     | 1          | 0        |
| Milan                 | Összesen       | Összesen       | 43         | 0     | 5            | 0            | 10         | 1          | 0          | 0     | 58         | 1        |
| Teljes karrier        | Teljes karrier | Teljes karrier | 375        | 14    | 38           | 2            | 55         | 5          | 1          | 0     | 469        | 21       |

1. ↑  Pályára lépése a Spanyol szuperkupán

### A válogatottban
2023. június 19. szerint.
| Dánia    | Dánia    | Dánia |
| Év       | Mérkőzés | Gól   |
| -------- | -------- | ----- |
| 2009     | 7        | 0     |
| 2010     | 8        | 0     |
| 2011     | 6        | 0     |
| 2012     | 10       | 0     |
| 2013     | 7        | 1     |
| 2014     | 8        | 1     |
| 2015     | 10       | 0     |
| 2016     | 10       | 1     |
| 2017     | 8        | 0     |
| 2018     | 11       | 0     |
| 2019     | 10       | 0     |
| 2020     | 7        | 0     |
| 2021     | 17       | 2     |
| 2022     | 3        | 0     |
| 2023     | 4        | 0     |
| Összesen | 126      | 5     |

### Góljai a válogatottban
| # | Dátum               | Helyszín                            | Ellenfél            | Gól | Végeredmény   | Verseny              |
| - | ------------------- | ----------------------------------- | ------------------- | --- | ------------- | -------------------- |
| 1 | 2013. március 22.   | Andrův stadion, Olomouc, Csehország | Csehország          | 2–0 | 3–0           | 2014-es VB-selejtező |
| 2 | 2014. november 14.  | Partizan Stadion, Belgrád, Szerbia  | Szerbia             | 2–1 | 3–1           | 2016-os EB-selejtező |
| 3 | 2016. június 3.     | Toyota Stadion, Toyota, Japán       | Bosznia-Hercegovina | 1–0 | 2–2 (tiz.3–4) | Kirin-kupa           |
| 4 | 2021. szeptember 7. | Parken Stadion, Koppenhága, Dánia   | Izrael              | 2–0 | 5–0           | 2022-es VB-selejtező |
| 5 | 2021. október 9.    | Zimbru Stadion, Chișinău, Moldova   | Moldova             | 2–0 | 4–0           | 2022-es VB-selejtező |

## Sikerei, díjai
- AC Milan
  - Olasz bajnok: 2021–22